# Zeffiro Furiassi
Zeffiro Furiassi (Pésaro, Provincia de Pesaro y Urbino, Italia, 19 de enero de 1923-Florencia, Provincia de Florencia, Italia, 4 de noviembre de 1974) fue un futbolista y director técnico italiano. Se desempeñaba en la posición de defensa.

## Selección nacional
Fue internacional con la selección de fútbol de Italia en 2 ocasiones. Debutó el 25 de junio de 1950, en un encuentro ante la selección de Suecia que finalizó con marcador de 3-2 a favor de los suecos.

### Participaciones en Copas del Mundo
| Mundial                        | Sede   | Resultado    |
| ------------------------------ | ------ | ------------ |
| Copa Mundial de Fútbol de 1950 | Brasil | Primera fase |

## Clubes

### Como futbolista
| Club                | País   | Año       |
| ------------------- | ------ | --------- |
| A. S. Pesaro        | Italia | 1939-1940 |
| A. C. F. Fiorentina | Italia | 1940-1943 |
| Carpi F. C.         | Italia | 1944      |
| A. S. Biellese      | Italia | 1945-1946 |
| A. C. F. Fiorentina | Italia | 1946-1949 |
| S. S. Lazio         | Italia | 1949-1955 |
| Foligno Calcio      | Italia | 1955-1956 |

### Como entrenador
| Club             | País   | Año       |
| ---------------- | ------ | --------- |
| Forlì F. C.      | Italia | 1960-1961 |
| Savona F. B. C.  | Italia | 1961-1964 |
| Carrarese Calcio | Italia | 1964-1965 |
| Perugia Calcio   | Italia | 1965-1966 |
| Latina           | Italia | 1966-1967 |
| Frosinone Calcio | Italia | 1967-1968 |
| L'Aquila Calcio  | Italia | 1968-1969 |
| A. S. Mesagne    | Italia | 1969-1970 |
| Taranto F. C.    | Italia | 1971-1973 |